# لیکوئیسا
لیکوئیسا (به تتومی: Likisá) شهری ساحلی در تیمور شرقی، در فاصله ۳۲ کیلومتری غرب شهر دیلی (پایتخت کشور تیمور) است. لیکوئیسا، مرکز استان لیکوئیسا است. بر اساس آخرین سرشماری‌ها، این شهر ۵.۰۰۵ نفر سکنه دارد.

## موقعیت و ویژگی
این شهر در امتدادی ساحل و نزدیک به تنگه اومیا قرار گرفته است. ارتفاع این منطقه از سطح دریا ۸۷ متر و در ۳۲ کیلومتری غرب شهر دیلی (پایتخت کشور تیمور شرقی) واقع شده است. اداره شهرداری و کلیسای کاتولیک شهر در مرکز شهر واقع شده است. در بیشتر سال آب و هوای این شهر گرم و با رطوبت بالا می‌باشد اما با این اوصاف، میزان بارندگی در این منطقه کم توصیف شده است. بیشتر باران ها در این منطقه در فصل های بارانی بین ماه های نوامبر تا آوریل می‌باشد. حداکثر دما در ماه نوامبر ۳۲.۵ درجه سانتی گراد و کمترین آن در ماه ژوئیه ۲۲.۴ درجه می‌باشد.

## تاریخ
به جهت دستگیری حاکمان منطقه در اشغال تیمور شرقی توسط ژاپنی‌ها که به سال ۱۹۴۲ تا ۱۹۴۵ میلادی به طول انجامید، این منطقه نسبت به سایر مناطق این کشور، از آسیب و تخریب، بیشتر در امان بود. در سال ۱۹۷۶، اندونزی‌ها به این شهر حمله کردند این شهر در دوران پیش از استقلال خود، شاهد جنایات بسیاری بود. در یکی از این جنایات، ۱۵۰ خانه در آتش سوختند و کلیسای شهر شاهد یک قتل عام وسیع بود که بین ۶۱ تا ۲۰۰ نفر کشته بر جای گذاشت.

## مناظر و معماری
ساختمان شهرداری سابق این شهر، که در سال ۱۹۳۸ و به سبک نئوکلاسیک به ایوان بزرگ و ده ستون ساخته شده‌است، از جمله آثار چشمگیر این شهر بحساب می‌آید. ارتفاع ستون‌های این بنا، هر کدام به ۵ متر می‌رسد. یک کلاس درس ۴ کلاسه در این ساختمان تعبیه شده است که سال ساخت آن به ۱۹۴۰ می‌رسد. مدرسه شهرداری سابق که به سال ۱۹۱۰ با دیواره‌های سنگی تراش خورده ساخته شده بود، اولین مدرسه ساخته شده در این منطقه است که در دوران اشغال شهر توسط اندونزی، به عنوان داروخانه نظامی مورد استفاده قرار گرفته بود. از دیگر بناهای این منطقه، هتل توکودد است که به سال ۱۹۳۰ تا ۱۹۵۰ ساخته شده است. از این ساختمان در رویدادهای اجتماعی استفاده می‌گردد.